# 茹利奇
49°51′42″N 24°52′39″E / 49.86167°N 24.87750°E
茹利奇（烏克蘭語：Жуличі），是烏克蘭西部的村莊，隸屬利維夫州的佐洛奇夫區。該村面積2.11平方公里，海拔高度259米，2001年人口554，人口密度每平方公里262.06人。